# FIBA European Champions Cup 1977-1978
La Coppa dei Campioni 1977-1978 di pallacanestro maschile venne vinta dal Real Madrid.
Hanno preso parte alla competizione 19 squadre. Le squadre vennero divise in cinque gruppi, con gare di andate e ritorno (e somma dei punti): al termine la prima classificata veniva promossa al turno successivo, con un'ulteriore fase a gruppi valevole per la qualificazioni alla finale, cui accedevano le prime due classificate. La finale è stata organizzata a Monaco di Baviera.

## Risultati

### Primo turno

#### Gruppo A
|    | Squadra           | G | V | P | PF  | PS  | Dif | P.ti |
| -- | ----------------- | - | - | - | --- | --- | --- | ---- |
| 1. | Mobilgirgi Varese | 4 | 4 | 0 | 388 | 322 | +66 | 8    |
| 2. | Dinamo Bucarest   | 4 | 2 | 2 | 364 | 345 | +19 | 6    |
| 3. | Federale Lugano   | 4 | 0 | 4 | 349 | 434 | -85 | 4    |

#### Gruppo B
|    | Squadra             | G | V | P | PF  | PS  | Dif  | P.ti |
| -- | ------------------- | - | - | - | --- | --- | ---- | ---- |
| 1. | Real Madrid         | 6 | 6 | 0 | 703 | 436 | +267 | 12   |
| 2. | 04 Leverkusen       | 6 | 4 | 2 | 561 | 537 | +24  | 10   |
| 3. | T71 Dudelange       | 6 | 1 | 5 | 433 | 552 | -119 | 7    |
| 4. | Ginásio Figueirense | 6 | 1 | 5 | 454 | 626 | -172 | 7    |

#### Gruppo C
|    | Squadra                 | G | V | P | PF  | PS  | Dif | P.ti |
| -- | ----------------------- | - | - | - | --- | --- | --- | ---- |
| 1. | ASVEL Lyon-Villeurbanne | 4 | 3 | 1 | 376 | 299 | +77 | 7    |
| 2. | CSKA Sofia              | 4 | 3 | 1 | 317 | 331 | -14 | 7    |
| 3. | Crystal Palace          | 4 | 0 | 4 | 319 | 382 | -63 | 4    |

#### Gruppo D
|    | Squadra         | G | V | P | PF  | PS  | Dif | P.ti |
| -- | --------------- | - | - | - | --- | --- | --- | ---- |
| 1. | Alvik Stoccolma | 6 | 4 | 2 | 541 | 539 | +2  | 10   |
| 2. | Zbrojovka Brno  | 6 | 4 | 2 | 585 | 557 | +28 | 10   |
| 3. | Eczacıbaşı      | 6 | 3 | 3 | 504 | 511 | -7  | 9    |
| 4. | Union Vienna    | 6 | 1 | 5 | 573 | 596 | -23 | 7    |

#### Gruppo E
|    | Squadra              | G | V | P | PF  | PS  | Dif | P.ti |
| -- | -------------------- | - | - | - | --- | --- | --- | ---- |
| 1. | Jugoplastika Spalato | 6 | 5 | 1 | 579 | 520 | +59 | 11   |
| 2. | Panathinaikos Atene  | 6 | 5 | 1 | 528 | 511 | +17 | 11   |
| 3. | Honvéd               | 6 | 1 | 5 | 543 | 576 | -33 | 7    |
| 4. | Śląsk Wrocław        | 6 | 1 | 5 | 508 | 551 | -43 | 7    |

### Semifinali
Maccabi Elite Tel Aviv ammesso di diritto quale detentore del trofeo.
|    | Squadra                 | G  | V | P | PF   | PS   | Dif  | P.ti |
| -- | ----------------------- | -- | - | - | ---- | ---- | ---- | ---- |
| 1. | Real Madrid             | 10 | 7 | 3 | 1017 | 874  | +243 | 17   |
| 2. | Mobilgirgi Varese       | 10 | 6 | 4 | 896  | 852  | +44  | 16   |
| 3. | ASVEL Lyon-Villeurbanne | 10 | 5 | 5 | 914  | 902  | +12  | 15   |
| 4. | Maccabi Elite Tel Aviv  | 10 | 5 | 5 | 904  | 898  | +6   | 15   |
| 5. | Jugoplastika Spalato    | 10 | 5 | 5 | 899  | 962  | -63  | 15   |
| 6. | Alvik Stoccolma         | 10 | 2 | 8 | 879  | 1021 | -142 | 12   |

|  | Qualificate alle semifinali |
|  | Eliminata                   |

### Finale
| Squadra 1   | Risultato | Squadra 2         |
| ----------- | --------- | ----------------- |
| Real Madrid | 75 - 67   | Mobilgirgi Varese |

| Coppa dei Campioni 1977-1978 |
| ---------------------------- |
| Real Madrid 6º titolo        |

## Formazione vincitrice
| N° | Naz.                   | Ruolo | Sportivo                    |  | Alt. |  |
| -- | ---------------------- | ----- | --------------------------- |  | ---- |  |
| 4  | Spagna (bandiera)      | AP    | Wayne Brabender             |  |      |  |
| 5  | Spagna (bandiera)      | P     | Vicente Ramos               |  |      |  |
| 6  | Spagna (bandiera)      | C     | Cristóbal Rodríguez         |  |      |  |
| 7  | Spagna (bandiera)      | P     | Carmelo Cabrera             |  |      |  |
| 8  | Spagna (bandiera)      | A     | Samuel Puente               |  |      |  |
| 9  | Spagna (bandiera)      | C     | Luis María Prada            |  |      |  |
| 10 | Stati Uniti (bandiera) | AP    | Walt Szczerbiak             |  |      |  |
| 11 | Spagna (bandiera)      | P     | Juan Antonio Corbalán       |  |      |  |
| 12 | Spagna (bandiera)      | C     | Rafael Rullán               |  |      |  |
| 13 | Spagna (bandiera)      | C     | Clifford Luyk               |  |      |  |
| 14 | Spagna (bandiera)      | AG    | Juan Manuel López Iturriaga |  |      |  |
| 15 | Stati Uniti (bandiera) | AG    | John Coughran               |  |      |  |
|    | Spagna (bandiera)      | C     | Fernando Romay              |  |      |  |
|    | Spagna (bandiera)      | A     | Joseba Gaztañaga            |  |      |  |
|    | Spagna (bandiera)      | All.  | Lolo Sainz                  |  |      |  |